# Leucastea
Leucastea es un género de coleóptero de la familia Megalopodidae.

## Especies
Las especies de este género son:
- Leucastea alluaudi
- Leucastea antennata
- Leucastea antica
- Leucastea atrimembris
- Leucastea atripenniss
- Leucastea biformis
- Leucastea concolor
- Leucastea dahomeyensis
- Leucastea dimidiate
- Leucastea dohrni
- Leucastea donckieriv
- Leucastea ephippiata
- Leucastea femoralis
- Leucastea fenestrata
- Leucastea le-testui
- Leucastea lugens
- Leucastea maculatipes
- Leucastea nana
- Leucastea nigroapicalis
- Leucastea occipitalis
- Leucastea plagiata
- Leucastea rubidipennis
- Leucastea sjoestedti
- Leucastea stibapicalis
- Leucastea subfasciata
- Leucastea westermanni